# Fábio César
Pour les articles homonymes, voir César.
Fábio César Montezine, dit Fábio César, est un footballeur brésilo-qatarien né le 24 février 1979 à Londrina au Brésil. Il évolue au poste de milieu offensif avec le club de l'Al-Rayyan.

## Palmarès
- Championnat du Qatar : 2016